# Evariste Ngolok
Evariste Ngolok (* 15. November 1988 in Bonaberi) ist ein ehemaliger kamerunisch-belgischer Fußballspieler.

## Karriere
Seinen ersten Profi-Vertrag unterschrieb Ngolok 2007 beim belgischen Rekordmeister RSC Anderlecht. Es folgte ein Leihgeschäft zum Zweitligisten Royale Union Saint-Gilloise, bevor er 2009 zu FCV Dender wechselte. Von Januar 2011 bis zum Sommer 2012 spielt er für KVC Westerlo in der ersten belgischen Liga, der Jupiler Pro League. Dann folgten Stationen bei Oud-Heverlee Löwen und dem KSC Lokeren. 2017 folgte der Wechsel zu Aris Limassol auf Zypern und die Saison 2019 spielt er beim isländischen Verein ÍBV Vestmannaeyja. Seit 2020 ist kein neuer Verein mehr bekannt, somit ist von seinem Karriereende auszugehen.